# Birog

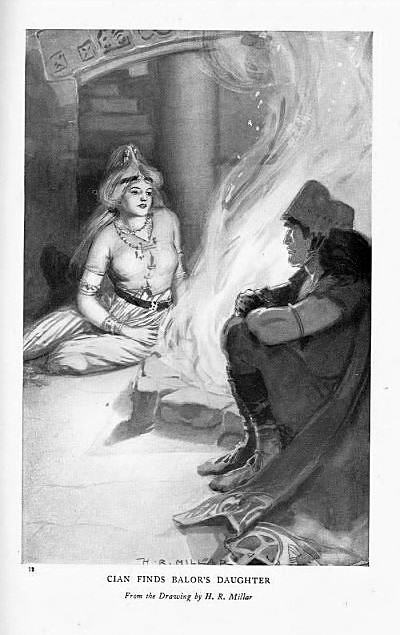
Cian verführt Ethniu

Birog, auch Biróg, ist der Name einer Sagengestalt aus der keltischen Mythologie Irlands, die in volkstümlichen Erzählungen genannt wird.
Birog ist eine Druidin oder Síde. Im Lebor Gabála Érenn („Das Buch der Landnahmen Irlands“) und in Cath Maige Tuired („Die [zweite] Schlacht von Mag Tuired“) wird berichtet, dass  sie den Sohn Cians vor dem Ertrinkungstod rettet, dem ihn sein Großvater Balor überantworten will. Balor hat eine Prophezeiung erhalten, dass sein Enkel ihn dereinst töten werde, deshalb hält er seine Tochter Ethniu versteckt eingesperrt. Doch Cian entdeckt sie auf der Suche nach seiner verlorenen Kuh mit Hilfe Birogs in ihrem Turm und zeugt ein Kind mit ihr. Dieses will Balor ertränken lassen, doch es wird von Birog gerettet. Es erhält den Namen Lugh und tötet vorerst die Mörder seines Vaters Cian, Brian, Iuchar und Iucharba, dann in der Schlacht von Mag Tuired seinen Großvater Balor.
In einer anderen Version heißt der Liebhaber Ethnius Mac Cinnfhaelaidh und Ethniu gebiert Drillinge. Zwei davon kann der Beauftragte Balors in einem Wasserstrudel ertränken, der dritte entgleitet seinen Händen und wird von Birog gerettet. Das Kind hat hier keinen bestimmten Namen.